# چیتینکا
چیتینکا (روسی: Читинка) یک رودخانه در سرزمین زابایکالسکی کشور روسیه است.